# ژولین فاویر
ژولین فاویر (انگلیسی: Julien Favier؛ زادهٔ ۲۸ سپتامبر ۱۹۸۰) بازیکن فوتبال اهل فرانسه است.